# Jagdgeschwader 7
La Jagdgeschwader 7  (JG 7) (7e escadre de chasse), surnommée Nowotny, est une unité de chasseurs de la Luftwaffe pendant la Seconde Guerre mondiale.
Active de 1944 à 1945, l'unité était affectée aux missions visant à assurer la supériorité aérienne de l'Allemagne dans le ciel de l'Europe. C'est la toute première escadre de l'histoire opérationnelle sur chasseur à réaction.

## Opérations

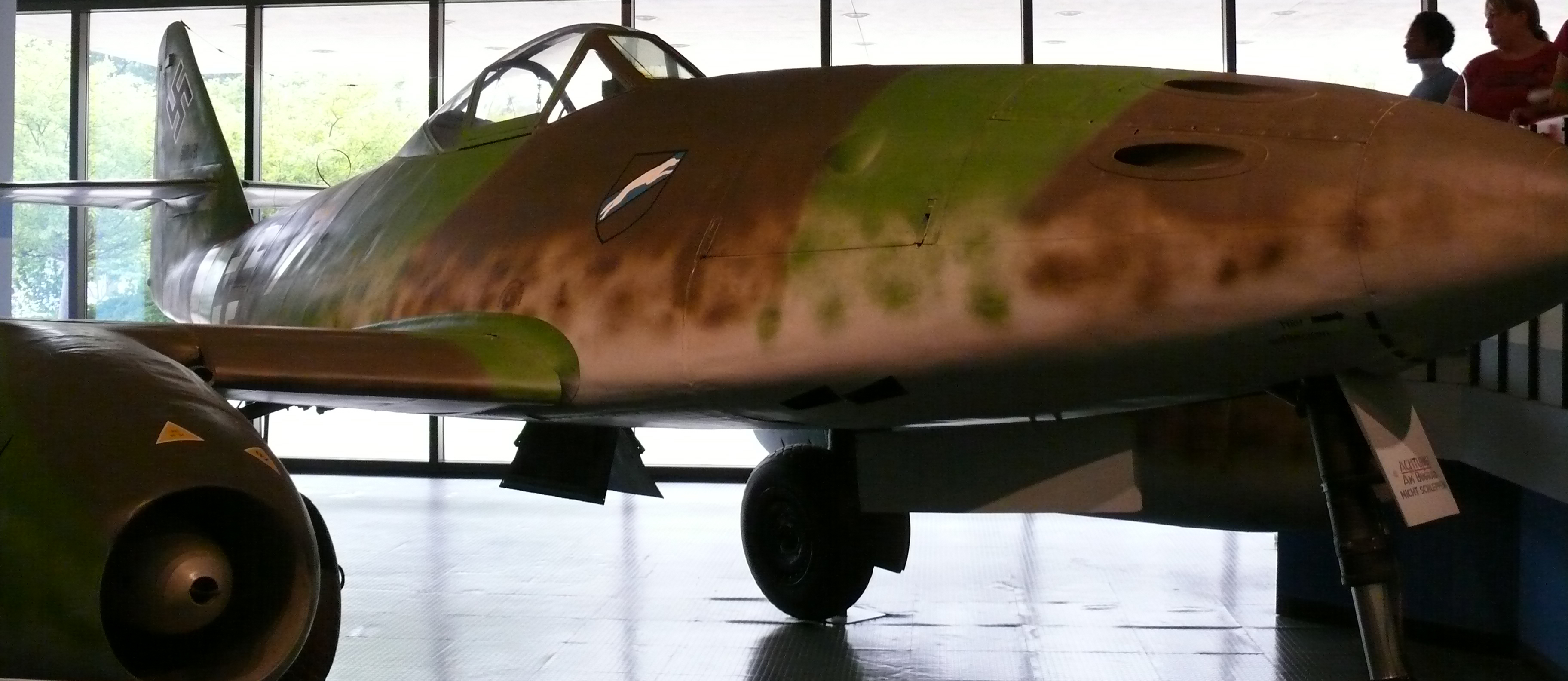
Un Messerschmidt Me 262 avec l'emblème de l'escadre Windhund (Lévrier)

La JG 7 opère sur des chasseurs Messerschmitt Bf 109G et des Messerschmitt Me 262A. 

## Organisation

### Stab. Gruppe
Formé le 25 août 1944 à Königsberg à partir du KG 1.

Geschwaderkommodore (commandant de l'escadre) :
| Début             | Fin              | Grade  | Nom                         |
| ----------------- | ---------------- | ------ | --------------------------- |
| 25 août 1944      | 8 novembre 1944  | Major  | Walter Nowotny              |
| 1er décembre 1944 | 26 décembre 1944 | Oberst | Johannes Steinhoff          |
| 1er janvier 1945  | 8 mai 1945       | Major  | Theodor Weissenberger       |
| 19 février 1945   | Mars 1945        | Major  | Rudolf Sinner (par intérim) |

### I. Gruppe
Formé le 25 août 1944 à Königsberg à partir du II./KG 1 avec :
- Stab I./JG 7 à partir du Stab II./KG 1
- 1./JG 7 à partir du 5./KG 1
- 2./JG 7 à partir du 6./KG 1
- 3./JG 7 à partir du 7./KG 1
- 4./JG 7 à partir du 8./KG 1

Le 24 novembre 1944, le I/JG 7 est renommé II./JG 7 :
- Stab I./JG 7 devient Stab II./JG 7
- 1./JG 7 devient 5./JG 7
- 2./JG 7 devient 6./JG 7
- 3./JG 7 devient 7./JG 7
- 4./JG 7 devient 8./JG 7

Reformé le 25 novembre 1944 à Königsberg à partir du II./JG 3 :
- Stab I./JG 7 à partir du Stab II./JG 3
- 1./JG 7 à partir du 5./JG 3
- 2./JG 7 à partir du 7./JG 3
- 3./JG 7 à partir du 8./JG 3
- 4./JG 7 nouvellement créé

Gruppenkommandeure (commandant de groupe) :
| Début            | Fin              | Grade        | Nom                        |
| ---------------- | ---------------- | ------------ | -------------------------- |
| Août 1944        | 25 novembre 1944 | Hauptmann    | Gerhard Baeker             |
| 25 novembre 1944 | 14 janvier 1945  | Major        | Theo Weissenberger         |
| 14 janvier 1945  | 4 avril 1945     | Major        | Erich Rudorffer            |
| Avril 1945       | 10 avril 1945    | Oberleutnant | Fritz Stehle (par intérim) |
| Avril 1945       | 8 mai 1945       | Major        | Wolfgang Späte (en)        |

### II. Gruppe
Formé le 25 août 1944 à Königsberg à partir du III./KG 1 avec :
- Stab II./JG 7 à partir du Stab III./KG 1
- 5./JG 7 à partir du 9./KG 1
- 6./JG 7 nouvellement créé
- 7./JG 7 nouvellement créé
- 8./JG 7 nouvellement créé

Le 24 novembre 1944, le II./JG 7 est renommé IV./JG 301 avec :
- Stab II./JG 7 devient Stab IV./JG 301
- 5./JG 7 devient 13./JG 301
- 6./JG 7 devient 14./JG 301
- 7./JG 7 devient 15./JG 301
- 8./JG 7 devient 16./JG 301

Reformé le 7 février 1945 à Brandenburg-Briest (de) à partir du IV./JG 54 avec :
- Stab II./JG 7 à partir du Stab IV./JG 54
- 5./JG 7 à partir du 13./JG 54
- 6./JG 7 à partir du 14./JG 54
- 7./JG 7 à partir du 15./JG 54
- 8./JG 7 à partir du 16./JG 54

La formation n'a jamais été complètement formée.

Gruppenkommandeure :
| Début           | Fin          | Grade     | Nom             |
| --------------- | ------------ | --------- | --------------- |
| ?               | ?            | ?         | ?               |
| 12 janvier 1945 | Février 1945 | Major     | Hermann Staiger |
| Février 1945    | Avril 1945   | Hauptmann | Burkhard        |
| 15 avril 1945   | 8 mai 1945   | Major     | Hans Klemm      |

### III. Gruppe
Formé le 19 novembre 1944 à Lechfeld à partir du Kommando Nowotny avec :
- Stab III./JG 7 à partir du Stab/Kommando Nowotny
- 9./JG 7 à partir du 1./Kommando Nowotny
- 10./JG 7 à partir du 2./Kommando Nowotny
- 11./JG 7 à partir du 3./Kommando Nowotny

Gruppenkommandeure :
| Début            | Fin              | Grade     | Nom              |
| ---------------- | ---------------- | --------- | ---------------- |
| 19 novembre 1944 | 26 décembre 1944 | Major     | Erich Hohagen    |
| 1er janvier 1945 | 4 avril 1945     | Major     | Rudolf Sinner    |
| 5 avril 1945     | 8 mai 1945       | Hauptmann | Johannes Naumann |

### IV. Gruppe
Formé le 3 mai 1945  à Salzbourg-Maxglam à partir du JV 44 avec :
- Stab IV./JG 7 à partir du Stab/JV 44
- 13./JG 7 à partir du 1./JV 44
- 14./JG 7 à partir du 2./JV 44
- 15./JG 7 à partir du 3./JV 44

Gruppenkommandeure :
| Début      | Fin        | Grade          | Nom       |
| ---------- | ---------- | -------------- | --------- |
| 3 mai 1945 | 8 mai 1945 | Oberstleutnant | Heinz Bär |